# تپه آقاجان ارخجی
تپه آقاجان ارخجی در شهرستان آوج، بخش مرکزی، روستای نقاش واقع شده و این اثر در تاریخ ۲ آبان ۱۳۸۲ با شمارهٔ ثبت ۱۰۵۵۱ به‌عنوان یکی از آثار ملی ایران به ثبت رسیده است.